# 5719 Krizik
5719 Krizik este un asteroid din centura principală, descoperit pe 7 septembrie 1983, de Antonín Mrkos.